# بی‌گناه (فیلم ۱۹۵۰)
بی‌گناه (به هندی: Beqasoor) فیلمی هندی محصول سال ۱۹۵۰ و به کارگردانی کی. آمرنات است. در این فیلم بازیگرانی همچون مدهوبالا، آجیت خان، یاکوب، گوپه و دورگا کوته ایفای نقش کرده‌اند.